# Петербургский (спортивно-концертный комплекс)
Спортивно-концертный комплекс «Петербургский» (СКК, Спортивно-концертный комплекс им. В. И. Ленина) — бывшее спортивное сооружение в Санкт-Петербурге, в своё время являвшееся одним из крупнейших спортивных объектов подобного типа в Европе.
В 2019 году властями города был объявлен конкурс на проведение реконструкции здания. Стоимость должна была составить около 25 миллиардов рублей, не более 10 из которых будет выделено из городского бюджета. Подготовка к реконструкции здания была начата до завершения конкурса и без проекта, что вызвало протесты общественности.
В январе-марте 2020 года здание было снесено. На освободившемся месте в 2023 году построен новый комплекс «СКА Арена».

## История

### Предыстория проекта
О здании на месте СКК думали[кто?] ещё в 1930-е годы. По одному из проектов здесь планировалось построить сталинскую высотку (на аэрофотосъёмках 1941—1944 годов даже видна расчищенная площадка под стройку), но Великая Отечественная война отложила эту стройку, а после смерти И. В. Сталина строительство больших помпезных зданий было свернуто окончательно.

### Проектирование и строительство СКК
К началу 1960-х годов все существующие в городе крытые манежи перестали удовлетворять современным потребностям. В начале 1960-х годов началось проектирование большого крытого манежа на территории между Кузнецовской улицей, Нарымским проспектом (ныне пр. Юрия Гагарина), Бассейной улицей и безымянным проездом (ныне пр. Космонавтов). Строительство было начато в 1970 году.
Изначально СКК строился к Московской Олимпиаде. Проект здания разработали советские специалисты — представители ЛенЗНИИЭП во главе с архитекторами Н. В. Барановым, И. М. Чайко и главными специалистами по конструкциям Ю. А. Елисеевым и О. А. Курбатовым, а выполнил строительство трест № 16 Главленинградстроя под руководством главного инженера А. В. Яхонтова. Здание было построено из отечественных материалов. Строительство было окончено в конце 1979 года, акт о приёмке в эксплуатацию был подписан 29 декабря 1979 года. СКК был открыт 19 мая 1980 года перед «Олимпиадой-80». Скульптуры, выполненные В. Л. Рыбалко, Н. А. Гордиевским и Г. К. Баграмяном, были установлены перед входом в 1981 году.

### Функционирование
Новый Спортивно-концертный комплекс, которому дали имя Владимира Ильича Ленина, стал крупнейшим спортивным комплексом Ленинграда. В СКК проводились крупнейшие спортивные соревнования по различным видам спорта и крупные концертно-развлекательные мероприятия. При этом в советское время СКК был планово-убыточным предприятием. Например, в 1983 году в СКК проведено 103 спортивных события и 206 концертов, а дотация Спорткомитета СССР, на балансе которого находился комплекс, составила 1,7 млн рублей.
В 1995 году СКК им. Ленина был переименован в СКК «Петербургский». В постсоветское время в СКК стало проводиться меньше спортивных соревнований, которые были в основном убыточны, но стало больше концертов, приносящих прибыль. Кольцевое фойе на втором уровне становится постоянно действующей ярмаркой. В целом, к концу 2000-х годов Спортивно-концертный комплекс практически потерял свою спортивную привлекательность: из заметных соревнований оставался теннисный открытый чемпионат Санкт-Петербурга, футбольные турниры Мемориал Гранаткина и Кубок Содружества, а также городская социальная акция «Выбираю спорт». При этом СКК всё равно находился в плачевном финансовом состоянии: например, за 2010 год СКК заработал 60 млн рублей, при этом кредиторская задолженность достигла 100 млн рублей. Такое положение дел не могло устроить Министерство спорта, туризма и молодёжной политики, на балансе которого находился СКК и в конце декабря 2010 года директором СКК был назначен бывший директор стадиона «Петровский» Николай Скляренко. Новому руководству удалось несколько выправить плачевное состояние комплекса: закрыта ярмарка, деятельность которой оказывала серьёзную нагрузку на помещения и инфраструктуру СКК, была отремонтирована крыша и часть раздевалок для спортсменов, улучшено финансовое положение, увеличилось число спортивных мероприятий. Были планы найти титульного спонсора, который заплатит 1 млн $ за право на пять лет сменить название комплекса и раскрасить его фасад в свои цвета, но желающих не нашлось.
Комплекс нуждался в капитальной реконструкции: он с трудом соответствовал современным требованиям проведения спортивно-зрелищных мероприятий, в капитальном ремонте нуждались внутренние помещения комплекса и инженерные сети, требовалось современное оборудование для проведения спортивных соревнований и концертов. При этом в Санкт-Петербурге появлялись новые, более современные спортивно-зрелищные площадки, которые конкурировали с СКК: в 2000 году был построен Ледовый дворец, в 2013 году открылась «Сибур Арена», стадион «Газпром Арена» с 2018 года тоже проводит концерты. В 2014 году Министерство спорта России решило избавиться от непрофильного и проблемного актива и включило СКК в план приватизации. Эти встретило противодействие правительства в Санкт-Петербурга, которое в итоге в 2016 году добилось передачи комплекса из федеральной собственности в региональную; юридически передача СКК в собственность Санкт-Петербурга состоялась 19 апреля 2017 года. Длившаяся три года неопределённость относительно будущего СКК привела к тому, что комплекс потерял часть мероприятий: в частности, теннисный турнир St. Petersburg Open, проводившийся в СКК с 1995 по 2013 год, в 2015 году ушёл в «Сибур Арену». Однако, после перехода СКК в собственность Санкт-Петербурга ситуация не улучшилась: Министерство спорта России потеряло заинтересованность в загрузке комплекса спортивными мероприятиями: из СКК ушёл Мемориал Гранаткина, прекратил своё существование Кубок Содружества, перестали проводиться внутрироссийские и международные чемпионаты. Город же никак не компенсировал падение загрузки.
С 2017 года шла дискуссия о капитальной реконструкции СКК, либо о сносе здания и постройке на его месте нового комплекса. Прошедший 11 августа 2019 года концерт американской певицы Дженнифер Лопес стал последним. Уже через день после него СКК прекратил свою хозяйственную деятельность, были расторгнуты ранее заключённые контракты с арендаторами, которые собирались провести свои мероприятия в комплексе. По словам и. о. генерального директора Андрея Абраменко, состояние здания близко к аварийному: «Подвальные помещения и фундамент прогнили, всё течёт, коммуникации надо менять». Было запланировано проведение комплексного обследования технического состояния комплекса.
В августе 2019 года в СКК прошло последнее мероприятие, после чего он окончательно закрылся. Организатор после проведения концерта Дженнифер Лопес подал иск о взыскании 2,4 миллиона рублей в Арбитражный суд к «Петербургский» за неисполнение или ненадлежащее исполнение обязательств по договорам возмездного оказания услуг. На февраль 2020 спорткомплекс должен был выплатить деньги.
С 8 по 10 ноября 2019 года на площадке спортивно-концертного комплекса «Петербургский» должен был состояться форум Free Enterprise для независимых предпринимателей компании «Amway». Однако, из-за закрытия комплекса в августе 2019 данное событие не состоялось, и 5 августа 2020 года Арбитражный суд постановил взыскать с СКК «Петербургский» 7,4 миллиона рублей.

## Разрушение здания

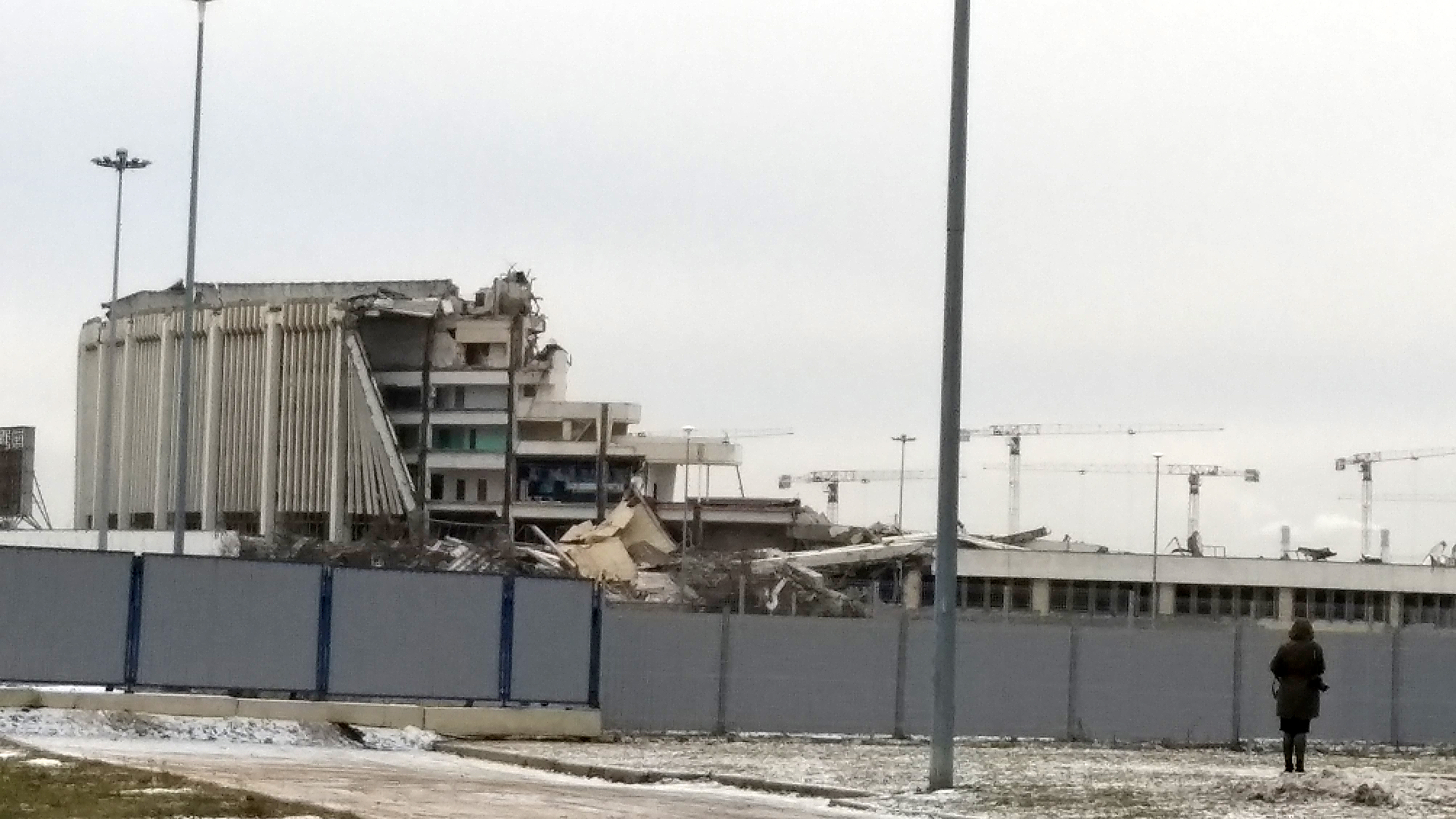
СКК 1 февраля 2020 года после обрушения

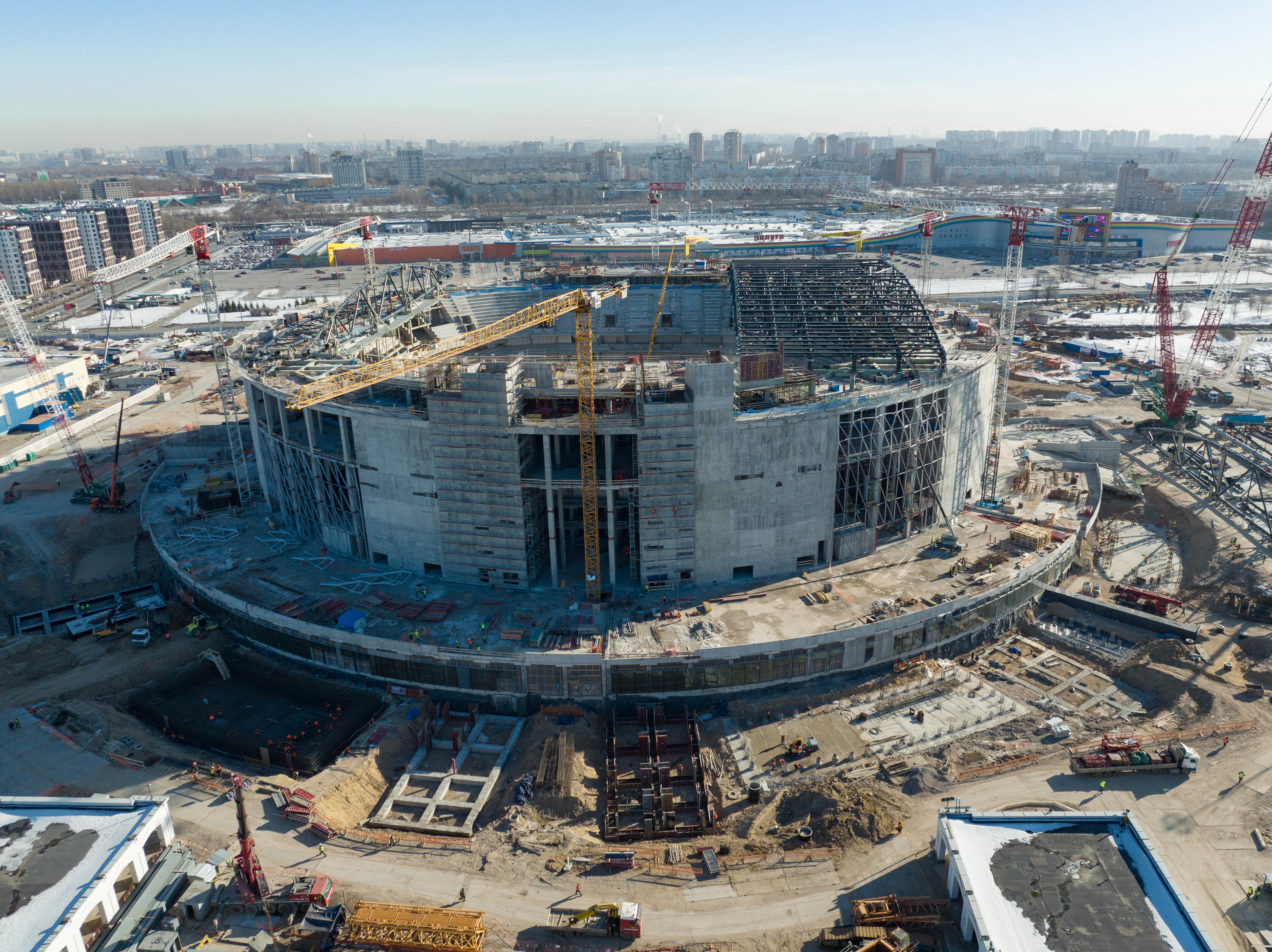
Строительство нового стадиона на месте СКК в марте 2022 года

В 2017 году появились предложения о передаче Спортивно-концертного комплекса в долгосрочную аренду хоккейному клубу СКА для превращения его в ледовую арену со вместимостью более 20 тысяч зрителей; к тому времени СКА уже был передан участок рядом с СКК. В ходе обсуждений на градостроительном совете Санкт-Петербурга в 2018—2019 годах обсуждались две концепции реконструкции Спортивно-концертного комплекса: капитальная реконструкция с сохранением внешнего облика здания или полный снос здания с возведением на его месте новой ледовой арены. За первый вариант ратует ряд членов градостроительного совета Санкт-Петербурга: они обосновывают это желанием сохранить узнаваемый архитектурный облик СКК; при этом здание официально не признано архитектурным памятником. Второй вариант лоббировал потенциальный инвестор, хоккейный клуб СКА, который принадлежит структурам «Газпрома». Клуб планировал на месте СКК построить новую ледовую арену, которая по вместимости должна стать крупнейшей в Европе или даже в мире и должна была принять чемпионат мира по хоккею в 2023 году. При этом указывалось, что габариты нового комплекса должны быть больше, иначе в нём невозможно разместить арену вместимостью более 20 тысяч человек, соответствующую современным требованиям. Также планировалось застроить прилегающую территорию объектами социальной инфраструктуры и жилыми домами. Планы застройки зелёной зоны вокруг СКК вызвали протесты у жителей прилегающего района.
18 сентября 2019 года был объявлен конкурс на первый этап реконструкции комплекса. 24 октября были подписаны документы на ликвидацию ГУП СКК «Петербургский», председателем ликвидационной комиссии назначен представитель «Газпрома», а вокруг квартала началась установка забора для проведения изыскательных работ на местности. 30 октября подрядная организация «СКА-Арена», проводящая эти работы, начала производить демонтаж зрительских трибун и навесных металлических конструкций, светового и звукового оборудования.
31 января 2020 года в процессе проведения работ по демонтажу стальной мембранной (натяжной) крыши спорткомплекса рухнула крыша и большая часть здания. В результате обрушения из-за нарушения правил безопасности погиб газосварщик Матвей Кучеров. Момент смерти рабочего был заснят на видео, которое получило широкое распространение.
В марте 2020 года оставшаяся после обрушения часть здания была демонтирована.
В 2023 году на месте СКК завершено строительство хоккейного стадиона «СКА Арена».

## Архитектура
СКК находился в центре большого луга и представлял собой цилиндрообразное здание в стиле неоконструктивизма. Центральный вход обращен к Парку Победы, от него идёт выложенная асфальтом дорожка, являющаяся своеобразным продолжением Аллеи Героев, по обе стороны которой расположены кассы спорткомплекса. Потом дорожка переходит в трёхскатную лестницу, по обеим сторонам которой находятся скульптуры «Спорт» и «Искусство», выполненные В. Л. Рыбалко, Г. К. Баграмяном и Н. А. Гордиевским. Их высота равна 9 м. На стенках террасы, образованной центральным входом, размещены рельефы на те же темы. Над входом установлено цифровое табло. Общая площадь составляет более 50 000 м2. Вместимость зала в концертном варианте — 25 тысяч зрителей. Высота основной части 40 м, её диаметр 160 м, диаметр цокольной части 193 м. По внешнему виду напоминает СК «Олимпийский» в Москве, но немного меньше него (у «Олимпийского» диаметры составляют 183 и 224 метра соответственно при той же 40-метровой высоте).
Благодаря пролёту в 160 м, перекрытому тонкой 6-миллиметровой стальной оболочкой — мембраной, научно-техническое общество Франции в 1988 году к столетию возведения Эйфелевой башни включило СКК имени Ленина в список величайших достижений XX века, в который, к примеру, вошёл и тоннель под Ла-Маншем.
В марте 2019 года петербургский Союз архитекторов и городское отделение Всероссийского общества охраны памятников истории и культуры подали в Комитет по государственному контролю, использованию и охране памятников истории и культуры Санкт-Петербурга заявки на включение СКК в перечень выявленных объектов культурного наследия. Заявки были отклонены с тем обоснованием, что по закону на статус памятника могут претендовать здания, с момента постройки которых (или с момента значимых событий, связанных с этим объектом) прошло не менее 40 лет, а СКК, по версии Правительства Санкт-Петербурга, ввели в эксплуатацию в середине 1980 года. Акт о вводе здания в эксплуатацию был подписан 29 декабря 1979 года, 30 декабря 2019 года (через день после истечения 40-летнего срока) была подана новая заявка, которая также была отклонена, с предложением подать заявку ещё раз после 31 января 2020 года. 31 января 2020 года при проведении выполняемых в спешке работ по демонтажу кровли здание было почти полностью разрушено. Озвучивается версия, согласно которой здание торопились довести до состояния, не подразумевающего сохранение старых конструкций, для того, чтобы снять с повестки дня вопрос о включении СКК в список объект культурного наследия и получить возможность без помех застроить территорию комплекса.

## Мероприятия
Спортивно-концертный комплекс проектировался и строился к открытию летних Олимпийских игр 1980 года, но официальные соревнования «Олимпиады-80» комплекс не принимал. Будучи наиболее вместительной крытой площадкой Ленинграда, СКК принимал крупнейшие спортивные соревнования по различным видам спорта и крупные концертно-развлекательные мероприятия. Размеры комплекса позволяли проводить футбольные матчи и в советское время ленинградский «Зенит» неоднократно ранней весной и поздней осенью, когда газоны открытых стадионов были в неудовлетворительном состоянии, проводил в СКК игры чемпионата и Кубка СССР. Именно в СКК 21 ноября 1984 года «Зенит» обыграл харьковский «Металлист» со счётом 4:1, тем самым впервые став чемпионом СССР по футболу. Всего в рамках всесоюзных турниров в период с 1980 года по 1991 год «Зенит» в СКК имени Ленина провёл 61 матч. Последняя, 62-й игра «Зенита» на арене СКК прошла 1 апреля 1992 года: уже в рамках первого чемпионата России «Зенит» проиграл московскому «Асмаралу» со счётом 2:4. Также в 1982—1987 годах и в 1989 году в СКК проводился товарищеский Турнир породнённых городов, на который приезжали команды из городов — побратимов Ленинграда. С 1983 по 2017 год СКК 23 раза принимал юношеский Мемориал Гранаткина (с 1993 по 2003 год турнир не проводился, несколько раз соревнование проводилось в Москве). В 2008 году и в 2011—2016 годах комплекс принимал игры Кубка Содружества.
В советское время в Спортивно-концертном комплексе несколько раз проводились хоккейные матчи: в частности, в 1980 году прошёл международный турнир на приз газеты «Советский спорт», в 1981 году — международный турнир вторых сборных команд, а в 1991 году — международный турнир на приз газеты «Ленинградская правда». Заливался лёд и для других соревнований: в частности, в 1990 году в стенах СКК проходил Чемпионат Европы по фигурному катанию, в 1999—2000 годах — этапы Гран-при по фигурному катанию, а летом 1984 года состоялись соревнования по конькобежному спорту на искусственной ледовой дорожке.
В 1991 году в СКК был проведён Открытый чемпионат Санкт-Петербурга среди женщин, а с 1995 по 2013 год комплекс ежегодно принимал мужской международный теннисный турнир St. Petersburg Open. Спортивно-концертный комплекс принимал множество соревнований и по другим видам спорта: баскетболу, волейболу, гандболу, дзюдо, вольной борьбе, фехтованию, настольному теннису, художественной гимнастике и многим другим — от мировых первенств до соревнований юниоров и товарищеских турниров. В 1994 году в СКК прошли соревнования Игр доброй воли по баскетболу, гандболу, спортивной гимнастике и вольной борьбе.
С момента открытия СКК стал самой вместительной концертной площадкой Ленинграда, на которой выступали популярные советские звёзды и приезжие иностранные знаменитости. Так, в 1983 году советский певец Юрий Антонов дал в СКК 28 концертов подряд. Ещё в советское время на сцене комплекса выступали как эстрадные исполнители (Алла Пугачёва, Валерий Леонтьев, Демис Русос, Хулио Иглесиас), так и рок-коллективы (Scorpions, Black Sabbath, «Кино»). С открытием в 2000 году Ледового дворца, ставшего конкурентом СКК в плане проведения концертно-зрелищных мероприятий, концертная составляющая СКК видоизменилась — на арене стали выступать преимущественно рок-коллективы, как зарубежные (Roger Waters, Depeche Mode, Rammstein, Iron Maiden, Metallica, Massive attack), так и российские («Алиса», ДДТ), проводятся различные рок-фестивали. Вторым крупным направлением стала танцевальная музыка — в СКК проводились заметные фестивали «Пиратская станция», «Sensation», «Mayday». Вплоть до закрытия комплекса в 2019 году проводились и концерты поп- и R&B-исполнителей, преимущественно зарубежных.
Кроме спортивных и концертных мероприятий в СКК проводились различные выставки и ярмарки. Компания «Фарэкспо» не только регулярно с 1992 по 2019 год проводила в СКК выставки и конгрессы, но и арендовала в комплексе помещение под офис. С середины 1990-х в кольцевом фойе на втором уровне комплекса была организована ярмарка, которая просуществовала до 2011 года.
Последним мероприятием перед закрытием СКК на реконструкцию стал концерт американской певицы Дженнифер Лопес 11 августа 2019 года.

### 1980-е годы
1980
- Хоккей. Международный турнир на приз газеты «Советский спорт»
- Карате. II Всесоюзные соревнования
- Концерты Dean Reed
- Концерты группы «Машина времени»

1981
- Хоккей. Международный турнир вторых сборных команд.
- Фехтование. Кубок СССР
- Концерты Salvatore Adamo (Бельгия)
- Концерты Валерия Леонтьева и ВИА «Эхо»
- Концерты рок-группы «Аракс», «Рапсодия»

1982
- Баскетбол. Игры на Кубок обладателей кубков
- Фигурное катание. «Звезды мира»
- Концерты ВИА «Земляне»

1983
- Футбол. Международный турнир на приз газеты «Неделя»
- Футбол. Международный турнир городов-побратимов
- Концерты ансамбля «Дружба»
- 28 концертов Юрия Антонова
- Творческий вечер Геннадия Хазанова
- Концерты группы «Space» и Didier Marouani

1984
- 1—3, 6—10, 13—17 июля — 13 концертов Аллы Пугачёвой (концертная программа «Пришла и говорю»)
- Игры Чемпионата СССР по футболу.
- Конькобежный спорт. Летние соревнования на искусственной ледовой дорожке
- Концерты группы «Верасы»

1985
- 29 августа — 7 сентября — 7 совместных концертов Аллы Пугачёвой и шведской группы «Herreys» (концертная программа «Алла Пугачёва представляет...»)
- Греко-римская борьба. Международный турнир на приз Поддубного
- Футбол. Чемпионат мира среди юниоров на Кубок ФИФА[уточнить]
- Концерты Александра Барыкина и группы «Рок-ателье»
- Концерты Ricardo Fogli (Италия)
- Концерты Fiordaliso и Pupo (Италия)
- Концерты Toto Cutugno (Италия)

1986
- Фехтование. Международный турнир «Ленинградская рапира»
- Концерты группы Ricchi e Poveri (Италия)
- Концерты Al Bano & Romina Power (Италия)
- 18 концертов Demis Roussos (Греция)

1987
- конец августа — совместные концерты Аллы Пугачёвой и западногерманского исполнителя Удо Линденберга под лозунгом «За безъядерный мир к 2000 году». Во время этих гастролей произошёл знаменитый Прибалтийский скандал с участием Пугачёвой.
- Спортивная гимнастика. Международные соревнования
- Творческие вечера М. Жванецкого
- Концерты Мирей Матьё (Франция)
- Концерты Billy Joel (США)

1988
- 18-19 ноября—Концерты группы Ласковый май
- Концерты Сергея Курехина и группы «Поп-механика»
- 10 концертов группы Scorpions (ФРГ)
- Концерты Александра Серова
- 13-15 октября — пять концертов группы «АлисА»
- 28 октября — два концерта группы «Кино»
- Концерты ансамбля «Аквариум» вместе с Дейвом Стюартом, Билли Макензи, Рэем Купером
- Концерты группы «ДДТ»
- Концерты группы «Пикник»
- Концерты группы Nautilus Pompilius

1989
- 11-14 февраля—Концерты группы Ласковый май

- Хоккей. Игры СССР-НХЛ
- 20 концертов Ингви Мальмстина (1-10 февраля, по 2 в день)
- Концерты группы Uriah Heep (Великобритания)
- Концерты Хулио Иглесиаса (Испания)
- Концерты Blue System (ФРГ)
- 4 сентября — концерт группы «Кино»
- 22 октября — концерт группы Мираж
- 31 октября — 3 ноября — концерты группы «АлисА»
- 26, 27, 28 ноября — концерты группы «Кино» вместе с группой «Петля Нестерова»
- Концерты группы «ДДТ»
- Фигурное катание. Чемпионат СССР
- 10 концертов Black Sabbath

### 1990-е годы
1990
- 22 марта — 1 апреля — 11 концертов Аллы Пугачёвой и её Театра песни («Концерты для друзей»)
- Концерт группы «Объект насмешек»
- 7-8 мая — Последние концерты группы «Кино» в Ленинграде (через 3 месяца Виктор Цой погиб в автокатастрофе) вместе с группой Noir Desir (Франция)
- 24 сентября — Вечер памяти Виктора Цоя
- 26-30 сентября концерты «ШабаШ» группы «АлисА»
- Фигурное катание. Чемпионат Европы
- Атлетизм. Чемпионат Европы
- Концерты группы Nazareth (Шотландия)
- Концерты Юрия Лозы
- Концерты Blue System (ФРГ)
- Концерты «Бал Александра Малинина»
- Концерты группы «Любэ»
- Концерты Олега Газманова и группы «Эскадрон»
- Чемпионат СССР по конькобежному спорту среди женщин, сезон 1990/1991[31]

1991
- Хоккей. Международный турнир на приз газеты «Ленинградская правда»
- Теннис. Международный женский турнир
- Концерты группы Smokie (Великобритания)
- Концерты группы Space и Didier Marouani
- ноябрь — совместные концерты групп «Nautilus Pompilius» и «ДДТ»

1993
- Теннис. Кубок Дэвиса
- Тхэквондо. Кубок Европы
- 9 октября — Концерт памяти Джона Леннона
- Концерт группы «Army of Lovers»[32]

1994
- Игры доброй воли (баскетбол, гандбол, спортивная гимнастика, вольная борьба)
- Тхэквондо. Международный турнир «Кубок Петра Великого»
- Концерты Патрисии Каас (Франция)
- Концерт «Это всё» группы «ДДТ»

1995
- Художественная гимнастика. Турнир городов-побратимов
- Теннис. Открытый чемпионат города — первый в истории турнир АТП

1996
- Фигурное катание. «Столетие на льду»
- Фигурное катание. Международные соревнования Мировой чемпионской серии
- Дзюдо. Чемпионат Европы
- Волейбол. Мировая лига

1997
- Тхэквондо. Чемпионат мира.
- Шоу иллюзиониста Дэвида Копперфилда "Dreams and Nightmares"

1998
- Спортивная гимнастика. Чемпионат Европы
- Концерт Криса Ри (Великобритания)
- Концерт группы Electric Light Orchestra (Великобритания)
- Концерт группы Modern Talking (Германия)
- Концерт группы Depeche Mode (Великобритания) в рамках мирового тура The Singles Tour (07.09)
- май. Два концерта «Мир номер ноль» группы «ДДТ»

1999
- Теннис. Открытый чемпионат города
- Фигурное катание. Финал Чемпионской серии
- Бальные танцы. Международный турнир
- Концерт группы The Prodigy (Великобритания)

### 2000-е годы
2000
- Спортивные танцы. Чемпионат СНГ
- Вольная борьба. Чемпионат России
- Фигурное катание. ISU Гран-При
- Концерт Милен Фармер (Франция)

2001
- 24 февраля — концерт «Три дороги»: «АлисА», В. Бутусов, «ДДТ»
- Концерт группы Depeche Mode (Великобритания) в рамках мирового тура Exciter Tour (18.09)
- Концерт Eros Ramazzotti (Италия)

2002
- 21 июня — концерт, посвященный 40-летию со дня рождения Виктора Цоя.
- Фехтование. Этап Кубка мира

2003
- Дзюдо. Кубок президента России
- Футбол. Юношеский турнир памяти В.Гранаткина
- Автозвуковой спорт. Чемпионат Европы. Чемпионат России.
- Концерт группы «ДДТ»
- Концерт Чака Берри (США)
- Концерт группы «t.A.T.u.»

2004
- Вольная борьба. Предолимпийский отборочный турнир.
- Рукопашный бой. Командный турнир.
- Спортивные бальные танцы. Международный турнир. Кубок СНГ. Петровский кубок
- Дзюдо. Групповой турнир Кубка Европы. Юношеский турнир.
- Концерт «Бомба года»
- Концерт группы «Rammstein» (Германия)

2005
- Мототриал. Этап Кубка мира
- Городская новогодняя ёлка
- Концерт, посвященный 60-летию Победы в Великой Отечественной войне 1941-45гг
- Мини-футбол. Кубок ПК «Балтика»
- Концерт «Максидром—2005. Северная версия»
- Настольный теннис. Международный турнир Russia Pro-tour
- Гандбол. Чемпионат мира среди женских команд
- Фестиваль Авторадио «Дискотека 80-х»

2006
- Концерт группы Depeche Mode (Великобритания) в рамках мирового тура Touring the Angel[англ.] (03.03)
- Концерт группы «t.A.T.u.» «The Dangerous And Moving Tour» (Россия) 28 апреля

2007
- Мир автомобиля 2007
- Пиратская Станция V — самый крупный drum’n’bass фестиваль мира
- Мир без наркотиков — бесплатный рок-фестиваль с участием групп АукцЫон и Гражданская оборона
- Конный спорт — всероссийские конные игры
- Концерт группы Aerosmith

2008
- Футбол — Кубок чемпионов Содружества 2008
- 28 февраля — Концерт «Пульс хранителя дверей лабиринта» группы «АлисА»
- Мир автомобиля 2008
- Конный спорт — Всероссийские конные игры
- Футбол — Встреча футболистов «Зенита» — обладателей Кубка УЕФА 2007—2008
- 28 мая — фестиваль «Наши в городе»
- 7 ежегодный рок-фестиваль «Наши в городе»
- Вольная борьба. Предолимпийский чемпионат России.
- Sensation White 2008 Russia
- Пиратская Станция 6 — крупнейший драм-н-бейс фестиваль мира
- Седьмой Международный Фестиваль Авторадио «Дискотека 80х»
- Концерт группы Metallica
- ЦЕХ 8 — Крупнейший Рейв Восточной Европы
- Концерт группы Пилот в рамках акции Мир против наркотиков.
- Концерт группы ДДТ Не стреляй, посвящённый войне в Грузии.
- Liebherr — Чемпионат Европы по настольному теннису 2008
- 22 ноября — Концерт «25 в Алисе, 35 в рок-н-ролле, 50 на Земле» группы «АлисА»

2009
- Фестиваль «Монстры Рока». Kingdom Come, The Rasmus, Alice Cooper, Scorpions
- Крупнейший drum & bass фестиваль мира — «Пиратская Станция 7. IMMORTAL»
- ЦЕХ 2009 — Крупнейший Рейв Восточной Европы
- Sensation White Russia 2009
- Концерт группы «Scooter»
- Концерт Милен Фармер
- Супер ДискотЭка Радио Рекорд
- Открытый чемпионат Санкт-Петербурга по теннису 2009 — международный теннисный турнир
- Концерт певицы Земфиры на празднике «Татьянин день»
- 22 ноября — концерт «Шестой лесничий 20 лет спустя» группы «АлисА»
- Новогодняя ёлка

### 2010-е годы
2010
- Концерт группы Depeche Mode (Великобритания) в рамках мирового тура Tour Of The Universe (04.02)
- Концерт группы «Rammstein» (Германия) в поддержку альбома «Liebe ist für alle da». (26.02.10)
- Концерт группы «30 Seconds To Mars» (США) в рамках тура Into the Wild tour (14.03.10)
- Pirate Station NETWORK
- Трансмиссия Armin Van Buuren 09.05.10
- Sensation White Russia 2010 (12.06.10)
- Сникерс Урбания (21.08.10)
- MayDay 02.10.10
- Концерт группы «Placebo» 23.09.10
- 19 ноября — концерт «Ъ» группы «АлисА»
- IX Международный Фестиваль Авторадио «Дискотека 80х» 21.11.10
- РетроМегаДэнс «СуперДискотЭка 90-х от Радио Рекорд и MTV» (27.11.10)
- Новогодняя ёлка

2011
- Футбол — Мемориал Гранаткина 2011 (3-9.01)
- Футбол — Кубок чемпионов Содружества 2011(15-23.01)
- Крупнейший drum & bass фестиваль мира — Пиратская Станция TEATRO (29.01)
- Armin Only (12.02)
- Концерт группы «Кипелов», презентация альбома «Жить вопреки» (29.03)
- Концерт Roger Waters с программой The Wall (25.04)
- Концерт группы Muse (20.05)
- Концерт Shakira в рамках тура The Sun Comes Out Tour (22.05)
- Sensation White Russia 2011 (18.06)
- Концерт группы Iron Maiden в рамках тура The Final Frontier World Tour (10.07)
- Фестиваль немецкой электронной музыки «MAYDAY» с программой Twenty Young — 2011 (09.24)
- Концерт ДДТ (16.11)
- Супер-дискотека 90-х (19.11)
- Новогодняя ёлка

2012
- Футбол — Мемориал Гранаткина 2012 (04-10.01)
- Футбол — Кубок чемпионов Содружества 2012 (19-29.01)
- Пиратская Станция APOCALYPSE (11.02)
- Концерт группы «Rammstein» в поддержку альбома «Made in Germany 1995–2011». (13.02.2012)
- Sensation Innerspace (11.06)
- Linkin Park (14.06)
- Madonna в рамках мирового турне The MDNA Tour (09.08)
- Tiësto с шоу Club life в рамках празднования 17-летия радио Рекорд, (25.08)
- Nickelback в рамках мирового турне Here & Now Tour. (28.10)
- Супер-дискотека 90-х (24.11)
- Lady Gaga в рамках мирового турне The Born This Way Ball Tour (09.12)
- Новогодняя ёлка

2013
- Футбол — Мемориал Гранаткина 2013
- Футбол — Кубок Содружества 2013 (17-27.01)
- Пиратская Станция REVOLUTION (16.02)
- Justin Bieber в рамках мирового тура Believe (28.04)
- Sensation Source of Light(08.06)
- Green Day в рамках мирового тура 99 Revolutions (23.06)
- Концерт группы Depeche Mode (Великобритания) в рамках мирового тура Delta Machine Tour[англ.] (24.06)
- Концерт Милен Фармер (04.11)
- Nitro Circus Live (12, 13.11)
- 30 лет группе «Алиса» (16.11)

2014
- Футбол — Мемориал Гранаткина 2014 (03-12.01)
- Футбол — Кубок Содружества 2014 (24.01-02.02)
- Armin van Buuren в рамках мирового тура Armin Only Intense (08.02)
- Концерт группы Depeche Mode (Великобритания) в рамках мирового тура Delta Machine Tour[англ.] (04.03)
- 30 Seconds to Mars в рамках мирового тура Love, Lust, Faith and Dreams Tour (18.03)
- Пиратская Станция (22.03)
- Спортивно-развлекательное шоу Monster Mania (05.04)
- Justin Timberlake в рамках мирового тура The 20/20 Experience World Tour (15.05)
- Sensation Into The Wild (07.06)

2015
- Футбол — Мемориал Гранаткина 2015 (03-11.01)[33]
- Футбол — Кубок Содружества 2015 (16-25.01)
- Футбол — Зимний турнир МРО «Северо-Запад» — 2015 (26-31.01)[34]
- Концерт группы Metallica (25.08)

2016
- Футбол — Мемориал Гранаткина 2016 (02-13.01)[35]
- Футбол — Кубок Содружества 2016 (17-23.01)
- Футбол — Зимний турнир МРО «Северо-Запад» — 2016 (24-29.01)[36]

2017
- Футбол — Мемориал Гранаткина 2017 (08-22.01)[37]
- Футбол — Зимний турнир МРО «Северо-Запад» — 2017 (30.01-05.02)[38]
- Концерт группы Depeche Mode (Великобритания) в рамках мирового тура Global Spirit Tour (13.07)
- Супер-дискотека 90-х (02.12)

2018
- Концерт группы Depeche Mode (Великобритания) в рамках мирового тура Global Spirit Tour (16.02)
- Концерт группы Thirty second to mars в рамках мирового тура EUROPEAN TOUR 2018 (26.04)
- Концерт группы The Prodigy в рамках небольшого RUSSIAN TOUR 2018 (18.03)
- Шоу Us+Them Роджера Уотерса (29.08)
- Концерт 35 лет группы Алиса (28.10)

2019
- Бизнес-конференция АМОКОНФ (4.04.)
- Юбилейный 45 Международный турнир по фехтованию «Рапира Санкт-Петербурга» по программе Кубка Мира FIE (03.05-05.05.)
- Концерт певицы Дженнифер Лопес (11.08.)[39]

## Площадь перед СКК
Площадь, расположенная между пр. Юрия Гагарина и лестницей также является местом проведения всевозможных мероприятий, таких как:
- Фестиваль «РокОтБалтики».
- Чествование игроков футбольного клуба «Зенит» (Санкт-Петербург) как обладателей Кубка УЕФА в 2008 году.
- 6-й Фестиваль света, проходивший с 3 по 5 ноября 2018 года совместно с Московским парком Победы (Санкт-Петербург).